# Peter Abelsson

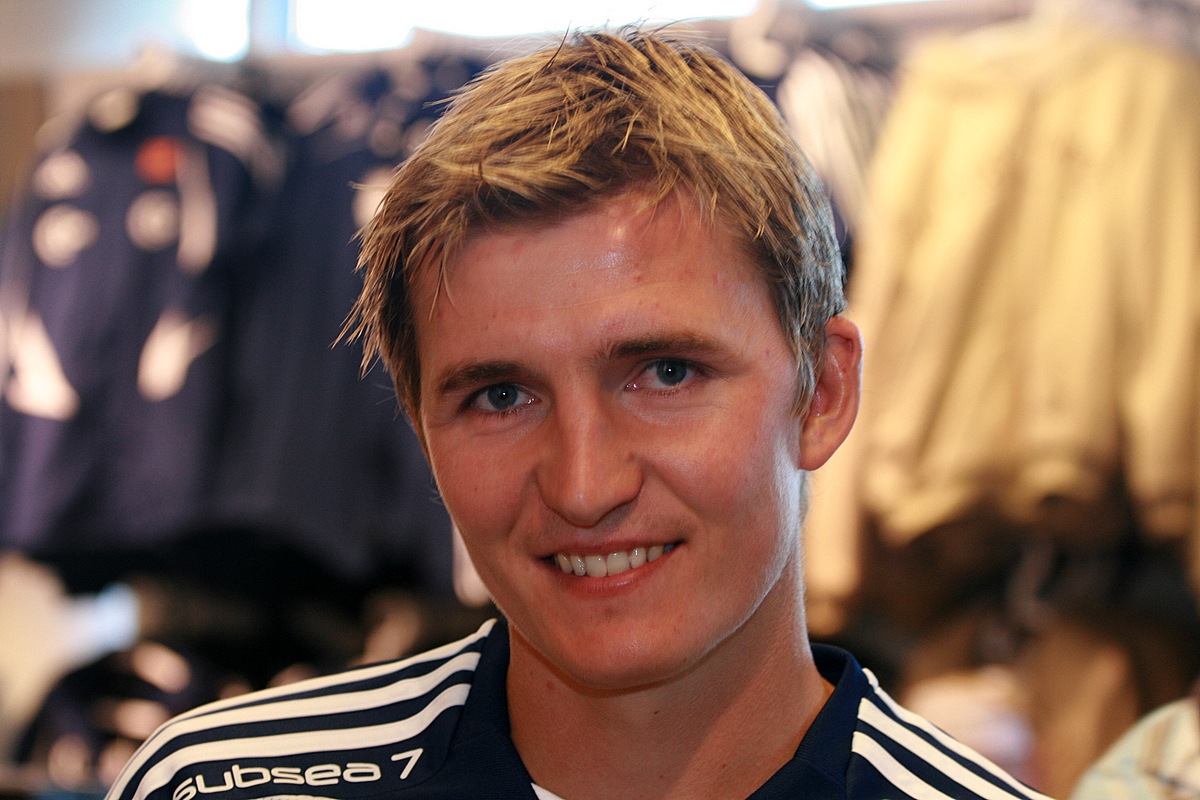
Peter Abelsson (2008)

Peter Abelsson (* 14. Juli 1977 in Nybro) ist ein ehemaliger schwedischer Fußballspieler. Der Abwehrspieler bestritt seine Laufbahn in Schweden und Norwegen.

## Werdegang

### Karrierebeginn in Schweden
Abelsson spielte in der Jugend bei Nybro IF. Im Januar 1999 ging er zu Trelleborgs FF. Anfang des Jahrtausends konnte er sich einen Stammplatz in der Innenverteidigung des Klubs erkämpfen und in der Abstiegssaison 2001 verpasste er nur ein Saisonspiel. Auch in der Superettan blieb er TFF treu. Nach einem neunten Rang 2002 gelang der Mannschaft mit Spielern wie Kristian Haynes oder Mats Lilienberg ein Jahr später als Vizemeister hinter Kalmar FF die Rückkehr in die Allsvenskan. In dieser Spielzeit stand Abelsson in allen 30 Partien von Anpfiff bis Abpfiff auf dem Spielfeld. Auch in der Erstligaspielzeit 2004 gehörte er zu den Stammkräften von TFF. Jedoch war der Verein in der schwedischen Eliteserie chancenlos und stieg als Tabellenletzter direkt wieder ab. Nach nur zwei Saisonsiegen gegen Landskrona BoIS am vierten und gegen Hammarby IF am sechsten Spieltag und einer anschließend startenden Serie von zwanzig sieglosen Spielen wies die Mannschaft nach dem letzten Spieltag 17 Punkte Rückstand auf das rettende Ufer auf. 
Abelsson verließ daraufhin den Klub und wechselte innerhalb der Allsvenskan zum amtierenden Meister Malmö FF. Dort sollte er die Lücke schließen, die Daniel Majstorović nach seinem Wechsel in die niederländische Eredivisie zum FC Twente hatte entstehen lassen. Allerdings blieb der Abwehrspieler nur eine Spielzeit bei MFF. Nach 18 Einsätzen an der Seite von Patrik Andersson, Olof Persson und Anders Andersson verließ er den schwedischen Traditionsverein im Januar 2006.

### Auslandsstation in Norwegen
Der schwedische Trainer Tom Prahl, der von MFF zu Viking FK wechselte, lockte Abelsson mit nach Norwegen, wo er einen Drei-Jahres-Kontrakt unterschrieb. Beim seinerzeit siebenfachen norwegischen Meister konnte er sich auf Anhieb in der Abwehr etablieren. In seinem ersten Jahr in Norwegen verpasste nur ein Spiel in der Tippeligaen und konnte mit der Mannschaft um Spieler wie Mattias Asper, Peter Ijeh und Ragnvald Soma den Klassenerhalt bewerkstelligen. 
In den folgenden Jahren blieb er jedoch glücklos: Nach einer Verletzung kam Abelsson in seiner zweiten Spielzeit in Norwegen nur noch zu 15 Ligaeinsätzen und in der Saisonvorbereitung im März 2008 verletzte Abelsson sich am Knie, so dass Trainer Uwe Rösler längere Zeit auf ihn verzichten musste. Im Sommer entschied sich der Klub, den auslaufenden Vertrag des Spielers nicht zu verlängern. Erst im Herbst kehrte er in den Kader zurück, kam aber zu keinem Spieleinsatz im Saisonverlauf.

### Rückkehr nach Schweden
Im Januar 2009 kehrte Abelsson nach fünf Jahren zu Trelleborgs FF in die Allsvenskan zurück. Bei seinem neuen Arbeitgeber unterschrieb er einen bis Ende 2010 gültigen Zwei-Jahres-Kontrakt. Bei seiner ersten Profistation konnte er sich auf Anhieb in der Abwehrkette als Stammkraft etablieren. In den folgenden Jahren war er zunehmend verletzungsanfällig und fiel mehrfach aus, so dass er seinen Stammplatz nicht dauerhaft sicher konnte. Obwohl er in der Spielzeit 2010 letztlich lediglich 18 Ligaeinsätze absolviert hatte, verlängerte er seinen Vertrag im November des Jahres um zwei Spielzeiten. In der folgenden Spielzeit kam er auf 19 Partien in der höchsten schwedischen Spielklasse, als Tabellenvorletzter stieg er mit dem Klub an der Seite von Dennis Melander, Mattias Adelstam, Magnus Andersson und Marcus Pode in die Zweitklassigkeit ab. Er blieb dem Klub erneut nach dem Abstieg treu, fiel jedoch gemeinsam mit seinem Mannschaftskameraden Tuomo Turunen zu Beginn der Zweitliga-Spielzeit 2012 verletzungsbedingt aus. Letztlich kam er bis zum Saisonende auf 19 Zweitligapartien, der Klub stieg jedoch in die dritte Liga ab. Anschließend verkündete er sein Karriereende.